# Mexcala caerulea
Mexcala caerulea är en spindelart som först beskrevs av Simon 1901.  Mexcala caerulea ingår i släktet Mexcala och familjen hoppspindlar. Inga underarter finns listade i Catalogue of Life.